# Jelena Andrejeva
Jelena Leonidovna  Andrejeva (ryska: Елена Леонидовна Андреева), född den 9 maj 1969, är en rysk före detta friidrottare som tävlade i kortdistanslöpning.
Andrejevas främsta meriter är som deltagare i ryska stafettlag på 4 x 400 meter. Vid både EM 1994 och VM 1995 var hon med i stafettlag som blev silvermedaljörer.

## Personliga rekord
- 400 meter - 52,17 från 1995